# Ryjówkowate
Ryjówkowate, sorki (Soricidae) – rodzina ssaków z podrzędu Erinaceota w obrębie rzędu owadożerów (Eulipotyphla). Należy do niej przeszło 300 gatunków, w tym ryjówka malutka, która jest najmniejszym ssakiem Polski oraz ryjówek etruski uważany za najmniejszego znanego ssaka na świecie. Ryjówkowate zamieszkują Azję, Europę, Afrykę, Amerykę Północną i Południową.

## Charakterystyka
Zwierzęta małe, o szybkiej przemianie materii, ruchliwe, aktywne nocą lub przez całą dobę. Charakteryzują się wydłużoną czaszką i brakiem łuków jarzmowych. Owadożerne lub mięsożerne, w warunkach głodu mogą spożywać nasiona. Część ryjówkowatych prowadzi ziemno-wodny tryb życia. Ślina niektórych gatunków zawiera jad. Ryjówkowate nie zapadają w sen zimowy. Zmysły słuchu, węchu i dotyku doskonale rozwinięte, niektóre gatunki emitują ultradźwięki ułatwiające im wyszukiwanie zdobyczy (echolokacja). Przypuszczalnie ze względu na wydzielany zapach ryjówkowate są rzadko atakowane przez drapieżniki.

## Klasyfikacja ryjówkowatych
Przez długi czas ryjówkowate (Soricidae) dzielono na dwie podrodziny: Soricinae i Crocidurinae. Zwierzęta te przyciągały znacznie mniejszą uwagę systematyków niż np. gryzonie. Współczesna próba klasyfikacji uwzględnia najnowsze badania, również genetyczne. Na ich podstawie wyłoniono dwie rodziny  wymarłą rodzinę Heterosoricidae i współczesną, ale zawierającą też wiele gatunków wymarłych, rodzinę Soricidae, z podrodzinami (za J.M. Wójcik i M. Wolsan, 1998).
Do rodziny ryjówkowatych zalicza się następujące występujące współcześnie podrodziny:
- Soricinae G. Fischer, 1814 – ryjówki
- Crocidurinae Milne-Edwards, 1872 – zębiełki
- Myosoricinae Kretzoi, 1965 – myszoryjki

Opisano również podrodziny wymarłe:
- Allosoricinae Fejfar, 1966
- Limnoecinae Repenning, 1967
- Oligosoricinae Gureev, 1971
- Soricolestinae Lopatin, 2002

Rodzaje wymarłe nie klasyfikowane w żadnej z powyższych podrodzin:
- Mysarachne Pomel, 1848[8] – jedynym przedstawicielem był Mysarachne picteti Pomel, 1848
- Planisorex Hibbard, 1972[9] – jedynym przedstawicielem był Planisorex dixonensis (Hibbard, 1956)
- Siwalikosorex Sahni & Khare, 1976[10] – jedynym przedstawicielem był Siwalikosorex prasadi Sahni & Khare, 1976

## Ochrona
Wszystkie gatunki ryjówkowatych występujących w Polsce są objęte ochroną częściową.